# Andrew Hattersley
Andrew Tym Hattersley (* 22. Dezember 1958) ist ein britischer Diabetes-Forscher an der University of Exeter und am Royal Devon and Exeter Hospital.

## Leben und Wirken
Andrew Hattersley studierte in Cambridge (Emmanuel College) und Oxford (University College) Medizin und erhielt seine Facharztausbildung in London, Oxford und Birmingham. Seit 1995 ist er an der University of Exeter. Hier hat er (Stand 2021) eine Professur für Molekulare Medizin inne.
Hattersley hat sich (zum Teil gemeinsam mit Frances Ashcroft) um die Erforschung der genetischen und pathophysiologischen Eigenschaften monogenetischer Formen des Diabetes mellitus (darunter Maturity Onset Diabetes of the Young, Pankreasagenesie, Neonataler Diabetes mellitus) und die Entwicklung umwälzender Therapieformen verdient gemacht. So kann bei vielen Patienten mit genetisch bedingtem Diabetes mellitus mit bestimmten Medikamenten (Sulfonylharnstoffen) die Empfindlichkeit insulinproduzierender Zellen für erhöhten Blutzucker wiederhergestellt werden, was zur Ausschüttung von eigenem Insulin führt und eine Behandlung mit künstlichem Insulin überflüssig macht.
Hattersley hat laut Google Scholar einen h-Index von 152; die Datenbank Scopus hat zwei Profile von Andrew T. Huttersley mit einem h-Index von 126 bzw. 28 (Stand jeweils April 2021).
Andrew Tym Hattersley ist seit 1984 mit Catherine Laura Dick verheiratet. Das Paar hat drei Kinder.

## Auszeichnungen (Auswahl)
- 1997 Fellow des Royal College of Physicians (FRCP)[1]
- 2004 Mitglied der Academy of Medical Sciences[7]
- 2010 Mitglied der Royal Society (FRS)[2]
- 2014 Naomi Berrie Award for Outstanding Achievement in Diabetes Research der Columbia University (mit Mark McCarthy)[8]
- 2015 Rolf Luft Award des Karolinska Institutet[9]
- 2016 GlaxoSmithKline Prize der Royal Society[3]
- 2016 EASD–Novo Nordisk Foundation Diabetes Prize for Excellence[10]
- 2017 Commander of the British Empire (CBE)[1][11]
- 2020 InBev-Baillet Latour Health Prize[12]
- 2022 Mitglied der Academia Europaea.[13]